# Ру, Кристоф
Кристоф Ру (фр. Christophe Roux; 27 июля 1983, Вербье) — швейцарский и молдавский горнолыжник, выступавший в слаломе, участник двух Олимпийских игр 2010 года.

## Биография
Вначале своей карьеры выступал за Швейцарию, однако пробиться в сборную страны ему не удавалось. Он ограничивался только национальными стартами. В 2006 году Ру принял гражданство Молдавии. В ее составе он дебютировал на этапах Кубка мира 10 декабря 2006 года. Ру принимал участие на двух Чемпионатах мира и на Олимпийских играх в Ванкувере. В Канаде Ру занял 44-е место в гигантском слаломе и 28-е - в слаломе.
После сезона 2009/2010 завершил свою спортивную карьеру.